# نزيه أبو السباع

فلسطينيون يشيعون جثمان الشهيد نزيه أبو السباع العضو البارز في حركة حماس بجنين، 2002

نزيه محمود مسعود أبو السباع، أحد قيادي كتائب عز الدين القسام في مدينة جنين بالضفة الغربية. اغتاله الموساد الإسرائيلي بسيارة مفخخة قبل يوم من عقد قرانه.

## نشأته وتعليمه
ينحدر أبو السباع من قرية الكفرين التابعة لمدينة حيفا المحتلة عام 1948م، وقد هجّر أهله إلى مدينة جنين واستقر بهم المقام في مخيمها حيث ولد عام 1972 ودرس في مدارسها قبل أن يلتحق بجامعة القدس في أبوديس ليدرس كيمياء ويتخرج منها بعد أكثر من تسع سنوات من التحاقه في الجامعة لكثرة اعتقاله.

### نشاطه الطلابي
كان له نشاط في الكتلة الإسلامية -الجناح الطلابي لحركة حماس- في جامعة القدس.
أكمل مشواره في الجامعة بعد خروجه من السجن ليصبح بعدها أميراً للكتلة الإسلامية قائداً صامتا كما يقول زملائه في الجامعة.
الكتلة الإسلامية في جامعة القدس التي خرجت القسامي تلو القسامي وعلى رأسهم القائد المهندس الشهيد محيي الدين الشريف.

### نشاطه الاجتماعي
كان نائب رئيس مجلس إدارة نادي إسلامي جنين.

## نشاطه الجهادي والعسكري
يعتبر نزيه أبو السباع الرجل الثاني في كتائب القسام -الجناح العسكري لحماس- في منطقة جنين.
فبعد تخرجه من الجامعة عاد إلى المخيم ليكمل مشواره مهندسا كيميائيا قساميا جديدا بين زملائه القساميين الذين سبقوه في الشهادة محمود حلاجية، وخبير المتفجرات مهند أبو الهيجا، وإبراهيم الفايد.
وقد اعتبرته المخابرات الصهيونية «قنبلة موقوتة» وقد ظهر اسمه في القوائم التي قدمتها إسرائيل للفلسطينيين والأميركيين. وكان يوسف أبو السباع المشهور «بأبو عرب» ابن عم الشهيد نزيه قد اغتيل أيضا على يد المستعربين الصهاينة في الانتفاضة الأولى لنشاطه المسلح ضد الاحتلال، وقد كان نزيه على وشك إعلان خطوبته ثاني يوم من عملية اغتياله.

## صفاته وتقديرات الصهاينة له
تميز باهتمامه تقواه وورعه حيث لقي ربه صائماً، وحافظاً بين جنباته أكثر من عشرين جزءا من القرآن الكريم، وكان يمتاز برجاحة عقله، وهدوئه، والسرية التامة كانت شعار نزيه في تصرفاته كافة حتى تلك التي لم تكن بحاجة إلى ان تكون سرية فقد كان قوله ﷺ: «استعينوا على قضاء حوائجكم بالكتمان» مثلاً له، مما أربك الصهاينة في تقديراتهم الأمنية حوله، فكانت له رحلات قاسية مع التحقيق.

## في سجن الاحتلال عدة مرات
اعتقل عدة مرات، فاعتقلته القوات الصهيونية الإسرائيلية أول مرة عام 1990 بتهمة المشاركة في فعاليات حماس لمدة 6 أشهر، وبعدها بسنتين دخل فترة تحقيق في أقبية الاحتلال لانتزاع اعترافه بنشاطاته الكتائبية في صفوف القسام إلا أن المحققين لم يحصدوا غير الفشل، وليحكم عام 1994 لمدة ثلاث سنوات بتهمة العمل العسكري في صفوف كتائب الشهيد عز الدين القسام الجناح العسكري لحركة حماس، تنقل خلالها في مختلف سجون الاحتلال بدءاً من سجن الخليل إلى النقب إلى مجدو إلى سجن نابلس.

### نشاطه في السجن
كان كثير المطالعة مما حدا بإخوانه إلى تعيينه أمينا للجنة الثقافية في سجن مجدو في الأعوام 1995 و1996 بحضور الشيخ عادل عوض الله والذي كان معتقلا في مجدو حينها.

## اغتياله
اغتاله الاحتلال الإسرائيلي في حوالي الساعة الواحدة والربع من ظهر يوم السبت 2002/2/16. وقد أكد شهود العيان أن سيارة نوع "ميتسوبيشي"، كانت واقفة على جانب الطريق وقد انفجرت عندما اقتراب نزيه أبو السباع منها مرورا. وكانت طائرة مروحية عسكرية إسرائيلية تحلق في سماء جنين في تلك الأثناء التي وقع فيها الانفجار. مما يشير على أنه تم تشغيل العبوة الناسفة من داخل المروحية عن بعد.

## رثاء
كتب الشاعر صالح جرار من مدينة جنين له قصيدة يرثيه فيها